# Heinrich Khunrath
Heinrich Khunrath (vers 1560- 9 septembre 1605), est un médecin et alchimiste allemand. Il est surtout connu pour son traité alchimique l'Amphitheatrum Sapientiae Aeternae (Amphithéâtre de la sagesse éternelle).

## Biographie
Khunrath naît en Allemagne, à Dresde ou à Leipzig, vers 1560. Il est peut-être apparenté à un autre médecin de Leipzig nommé Conrad Khunrath. Durant l'hiver 1570, il s'inscrit peut-être à l'Université de Leipzig sous le nom de Henricus Conrad Lips. Les incertitudes concernant sa biographie proviennent de son usage supposé de multiples noms. Il est cependant certain qu'il s'inscrit en mai 1588 à l'Université de Bâle en Suisse, y obtenant son diplôme de médecine le 3 septembre 1588.
Disciple de Paracelse, il pratique la médecine à Dresde, Magdebourg et Hambourg, et il a peut-être occupé un poste de professeur à Leipzig. Il voyage beaucoup après 1588, faisant notamment un séjour à la cour impériale de Rodolphe II à Prague. En 1589, il y rencontre le mathématicien et astrologue anglais During John Dee alors en prison [réf. nécessaire]. En septembre 1591, Khunrath devient le médecin personnel du comte Rosemberg à Trebon. Il y rencontre probablement Johann Thölde, un des auteurs présumés des traités alchimiques de "Basile Valentin".

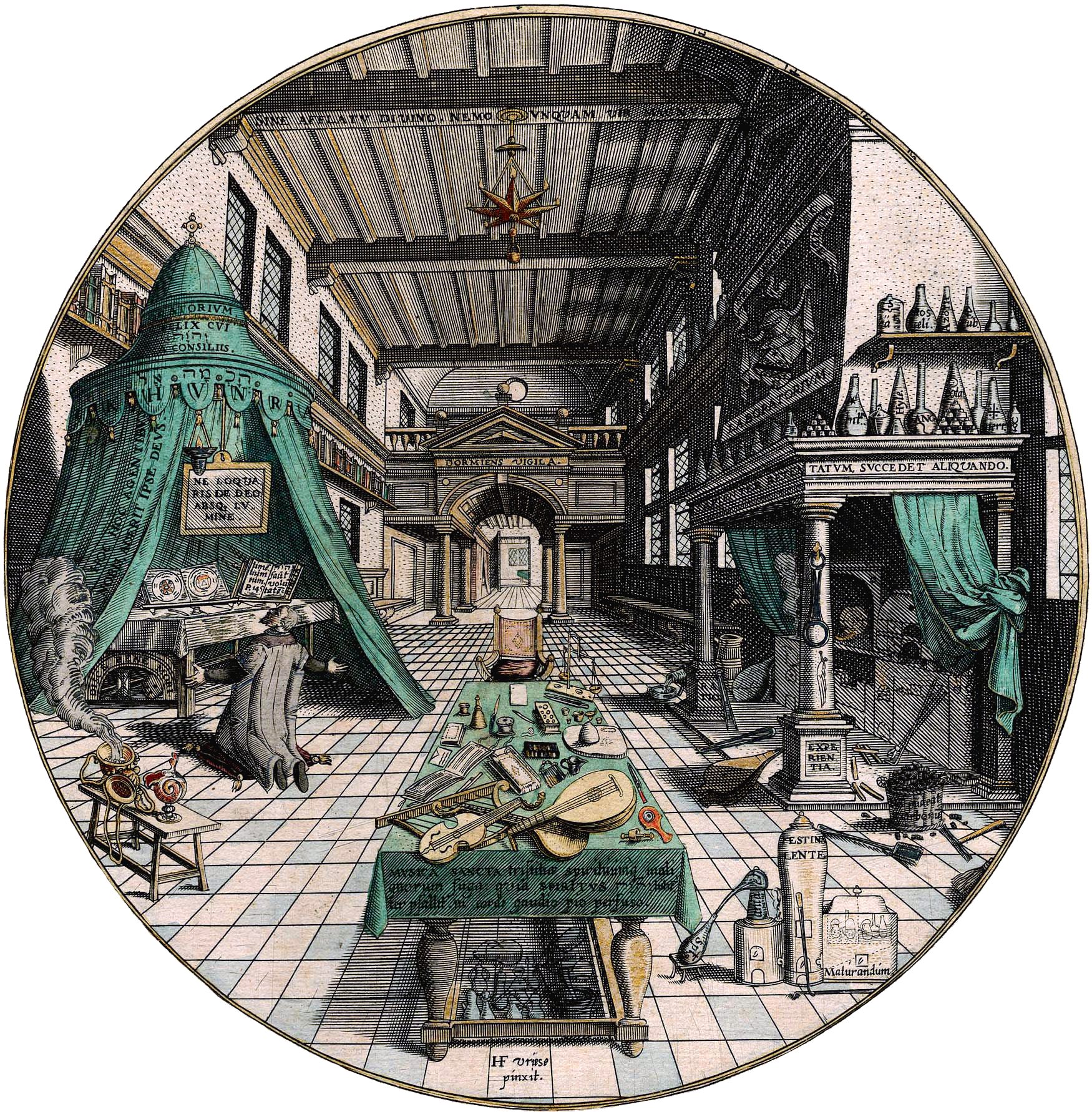
"La première étape du Grand Œuvre" plus connu sous le nom de "Le laboratoire de l'alchimiste, gravure de lAmphitheatrum Sapientiae Aeternae de Heinrich Khunrath

Son ouvrage le plus connu, l' Amphitheatrum Sapientiae Aeternae (Amphithéâtre de la sagesse éternelle), est publié à Hambourg en 1595. C'est un classique de la littérature alchimique, qui mêle magie, philosophie naturelle et christianisme. Cet ouvrage eut une influence dans les milieux luthériens. L'historien John Warwick Montgomery note ainsi que le théologien luthérien Johann Arndt (1555 - 1621), écrivit un commentaire de l'Amphitheatrum. L'historienne Frances Yates le considère comme le lien entre la philosophie de John Dee et le Rosicrucianisme.
Khunrath meurt dans la pauvreté à Dresde ou Leipzig le 9 septembre 1605. La plupart de ses écrits furent publiés bien après sa mort, et l'Amphitheatrum Sapientiae Aeternae fut condamné par la Sorbonne en 1625. Chandoux, qui en donna un commentaire, est condamné et pendu en 1631.

## L'Amphitheatrum Sapientae Aeternae

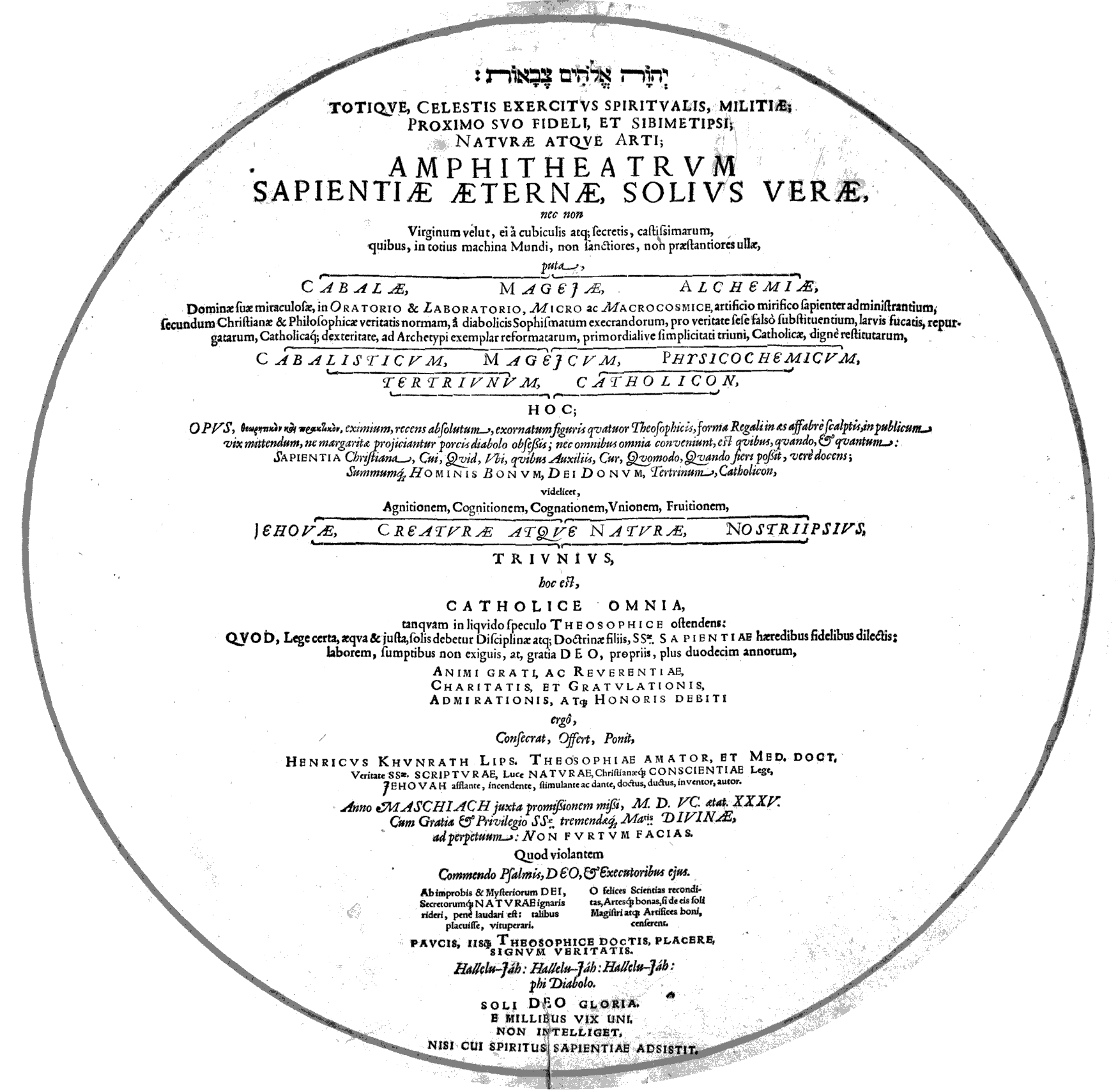
Page de titre de l'édition originale (Hambourg, 1595)

La première édition date de 1595 à Hambourg. Le titre complet en latin est : Yehovah elohim tseva'ot, totique, celestis exercitus spiritualis, militiae, proximo suo fideli, et sibimetipsi, naturae atque arti, Amphitheatrum sapientiae aeternae, solius verae : nec non virginum velut, ei a cubiculis atq[ue] secretis, castissimarum, quibus, in totius machina mundi, non sanctiores, non praestantiores ullae, puta, cabalae, magejae, alchemiae, dominae suae miraculosae, in oratorio & laboratorio, micro ac macrocosmice, artificio mirifico sapienter administrantium, secundum Christianae & philosophicae veritatis normam, a diabolicis sophismatum execrandorum, pro veritate sese falso substituentium, larvis fucatis, repurgatarum, Catholicaq[ue] dexteritate, ad archetypi exemplar reformatarum, primordialive simplicitati triuni, Catholicae, digne restitutarum, cabalisticum, magejcum, physicochemicum, tertriunum, Catholicon.
Elle est accompagnée de quatre gravures circulaires, colorées à la main et rehaussées d'or et d'argent, qui sont des symboles alchimiques élaborées. Ces planches ont été faites par le graveur Paullus van der Doort, et le dessin de laboratoire de l'alchimiste est du peintre hollandais Hans Vredeman de Vries, qui y utilise la perspective linéaire dont il est un des pionniers. Le portrait de Khunrath qui accompagne l'ouvrage est de Jan Diricks van Campen
Il ne reste que trois exemplaires de cette édition, dans les bibliothèques des universités de Bâle, Darmstadt et du Wisconsin

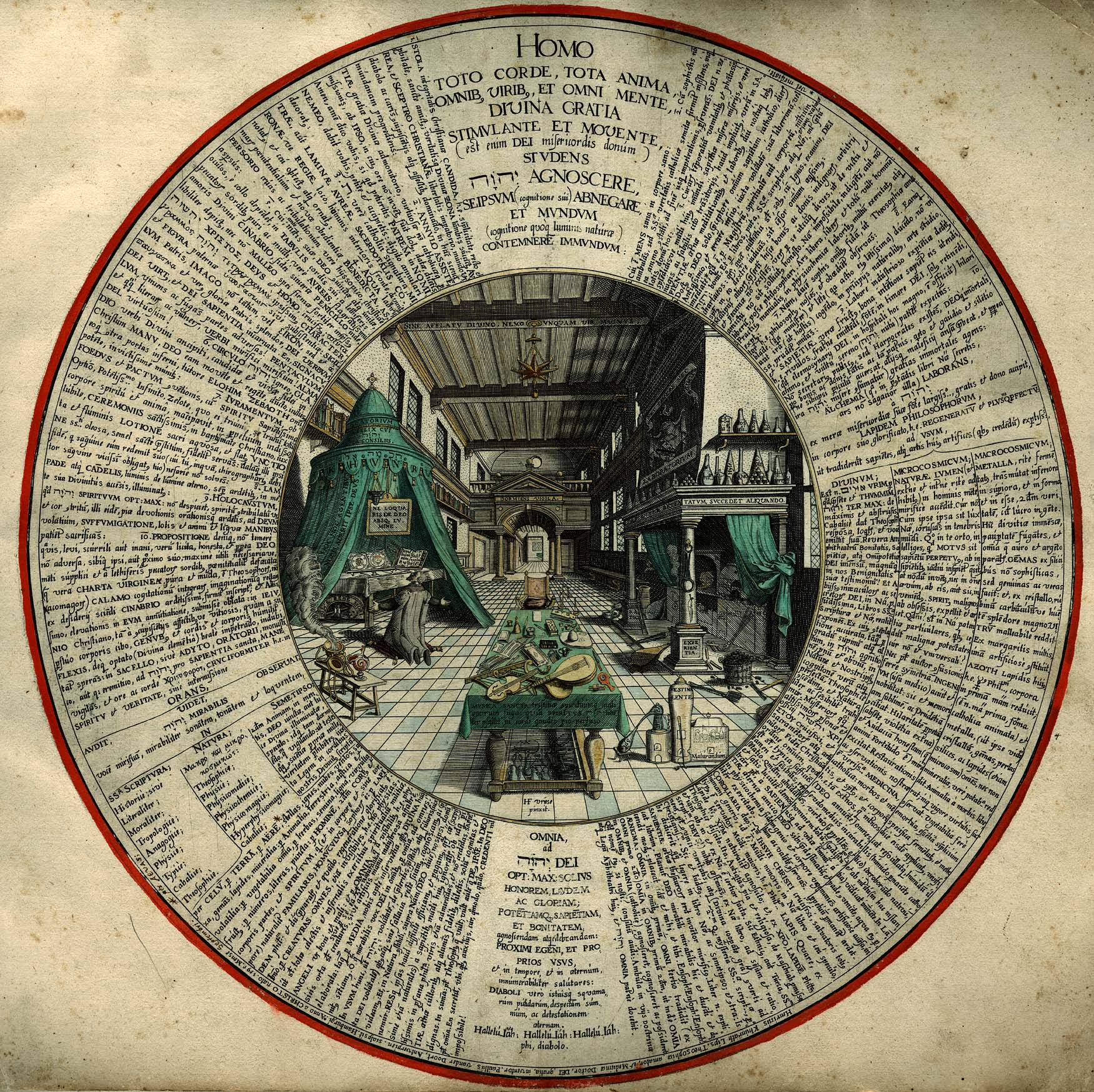
Le laboratoire de l'alchimiste.
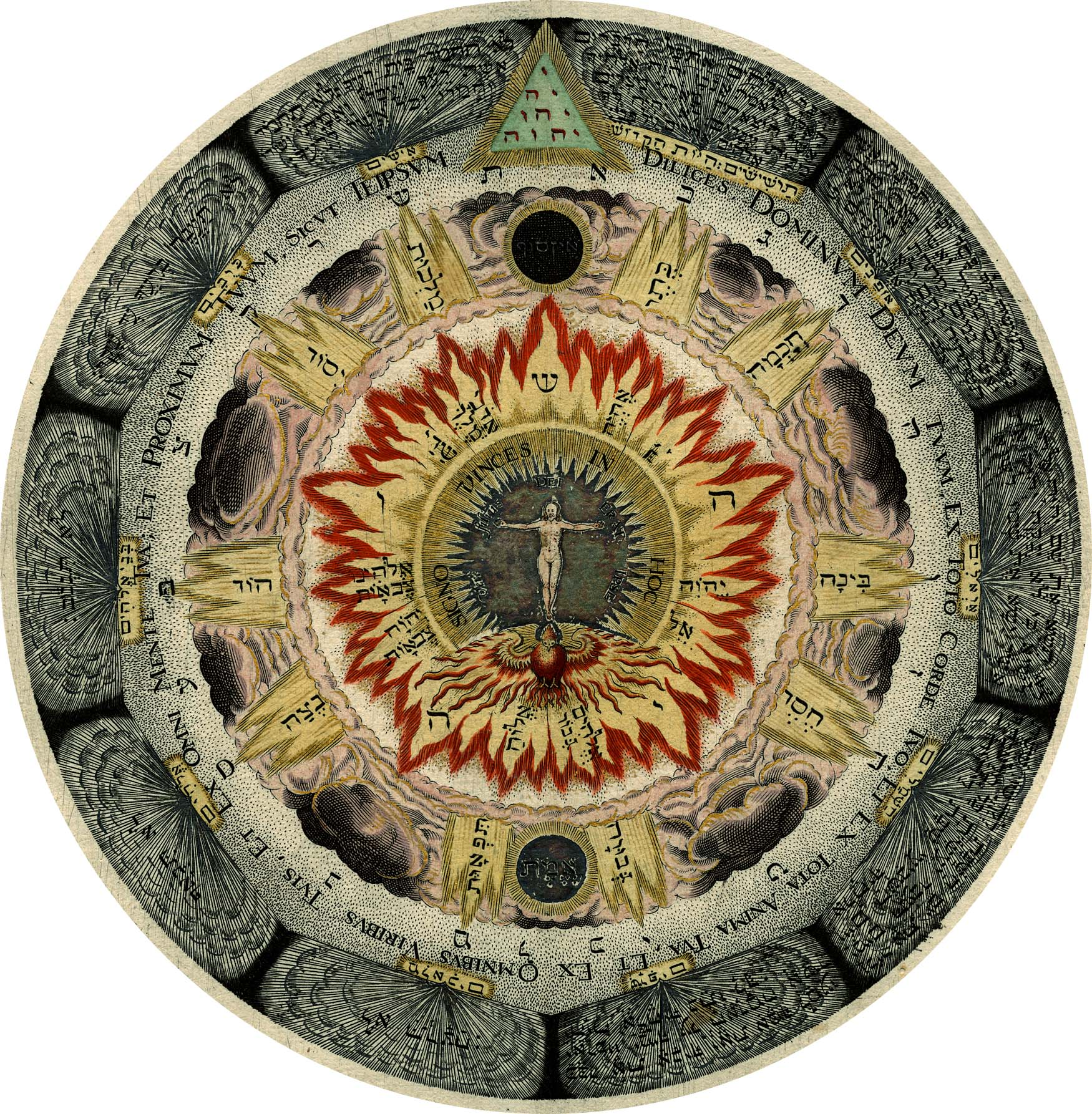
La rose cosmique.
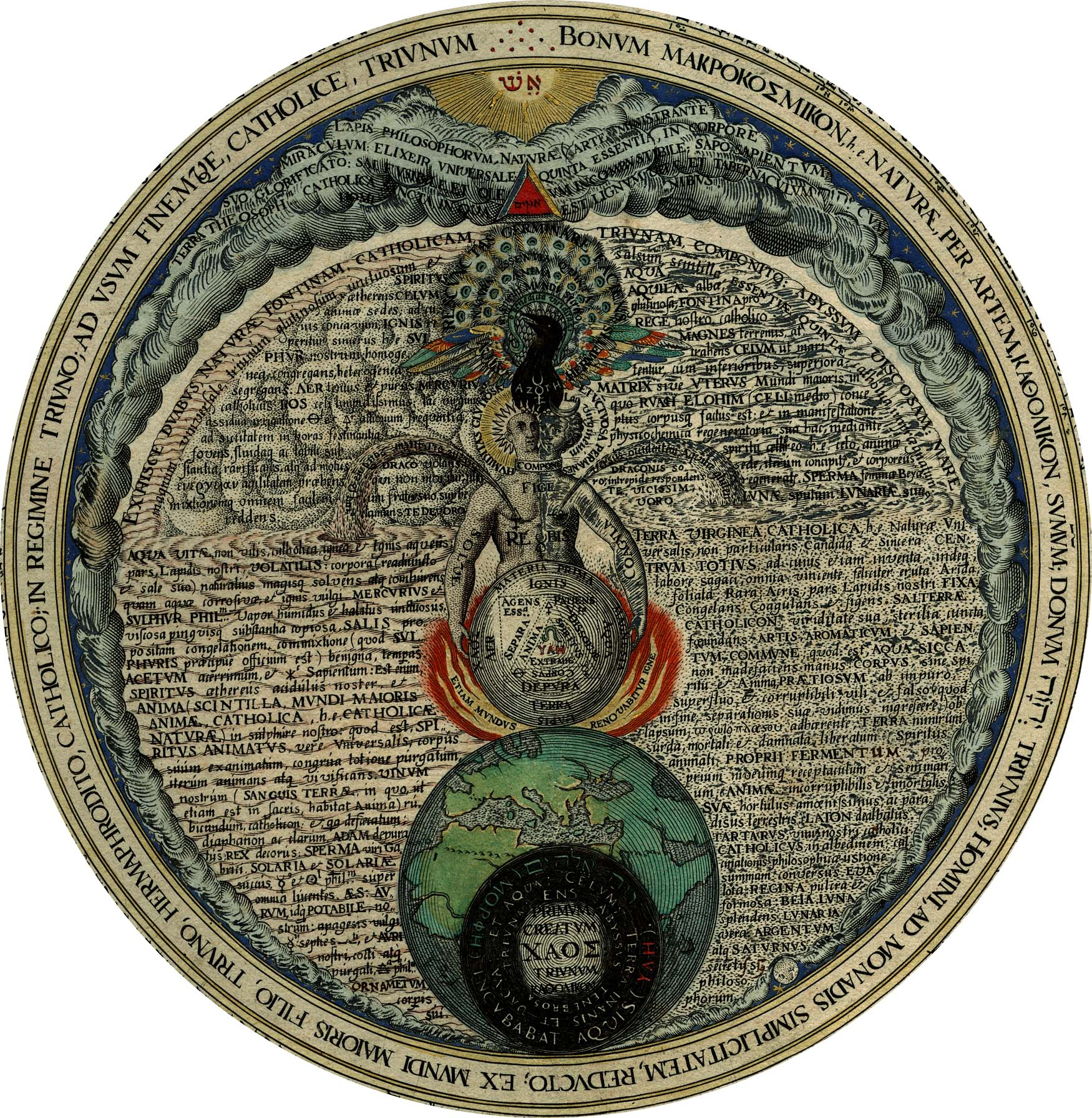
l'hermaphrodite.
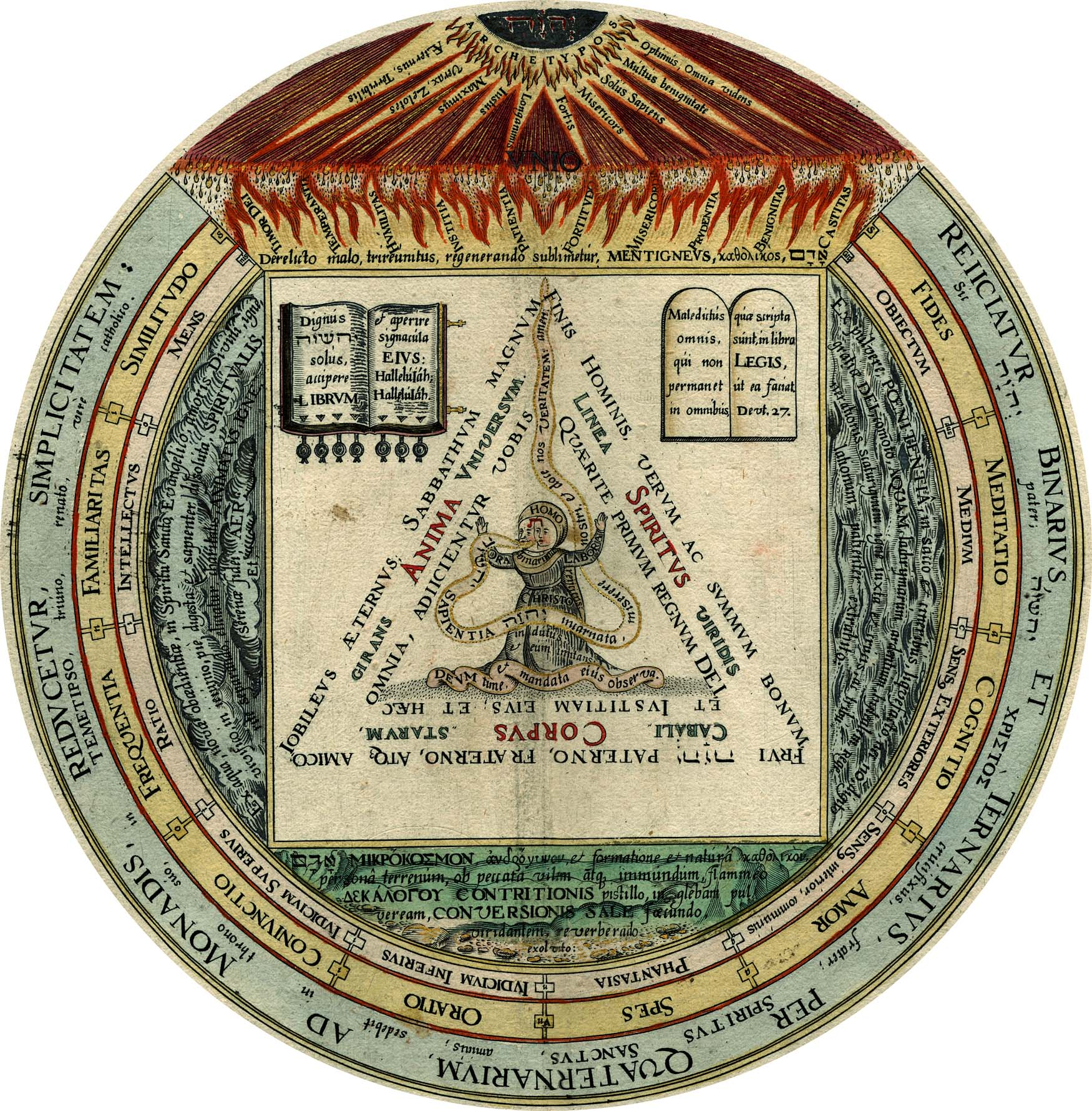
le Quatre, le Trois, le Deux et le Un.

L'ouvrage se répand surtout dans une version très étendue, à laquelle travaillait Khunrath à sa mort en 1605, et qui fut finalement publiée à Hanau en 1609 par son disciple Erasmus Wolfart. On y trouve notamment en plus 5 gravures rectangulaires représentant des paysages allégoriques.

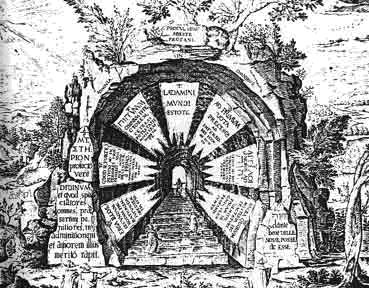
La porte de la sagesse éternelle.
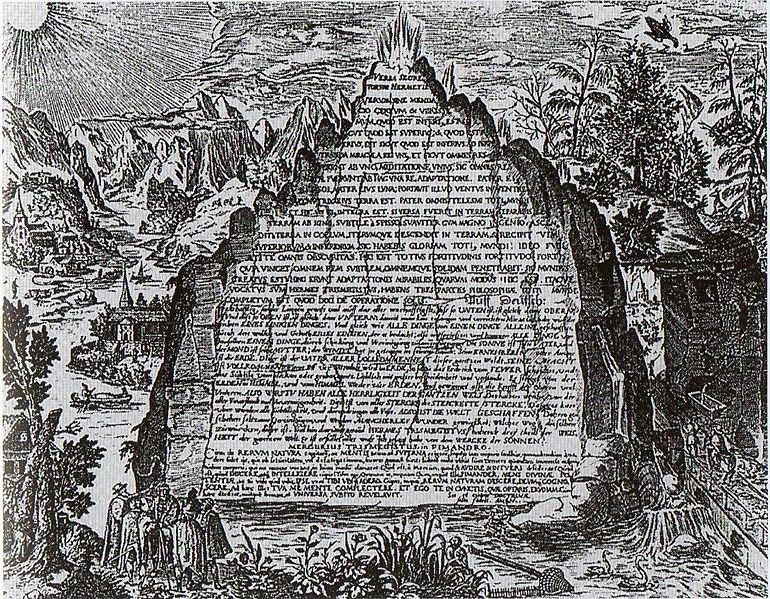
La table d'émeraude.

- (en) Cet article est partiellement ou en totalité issu de l’article de Wikipédia en anglais intitulé « Heinrich Khunrath » (voir la liste des auteurs).

1. ↑  Sur le procès intenté à Chandoux et Vassy, voir: Nicolas de Villiers, sieur de Chandoux, Lettres sur l'or potable, suivies du traité De la connaissance des vrais principes de la nature et des mélanges, et de fragments d'un Commentaire sur l'Amphithéâtre de la Sapience éternelle de Khunrath. Textes édités et présentés par Sylvain Matton, avec des études de Xavier Kieft et de Simone Mazauric. Préface de Vincent Carraud, Paris: Séha - Milan: Archè, 2012.
2. ↑  « specialcollections.library.wis… »(Archive.org • Wikiwix • Archive.is • Google • Que faire ?).

## Ouvrages
- Heinrich Khunrath, Amphitheatrum sapientiae aeternae, Hamburg, 1595
  - Heinrich Khunrath, Amphitheatrum sapientiae aeternae, solius verae, christiano-kabalisticum, divino-magicum, ..., Hanau, Antonius Wilhelm, 1609 (lire en ligne)
  - Facsimile: Amphitheatrum Sapientiae Aeternae – Schauplatz der ewigen allein wahren Weisheit (= Clavis Pansophiae. Bd. 6). Reprint des Erstdrucks von Hamburg 1595 und des zweiten und letzten Drucks Hanau 1609. Mit einer Bibliographie der Drucke und Handschriften Khunraths, Namenregister und Konkordanz der beiden Ausgaben sowie der Transkription einer aus dem 18. Jahrhundert stammenden deutschen Übersetzung des Amphitheatrum Sapientiae Aeternae. Herausgegeben von Carlos Gilly, Anja Hallacker, Hanns-Peter Neumann und Wilhelm Schmidt-Biggemann. Frommann-Holzboog, Stuttgart 2013,  (ISBN 978-3-7728-1628-4).
- Heinrich Khunrath, Confessio de chao physico-chemicorum catholico : in quo catholice habitat azoth sive materia prima mundi, h.e. mercurius sapientum : ubi magnesiae (subjecti videlicet lapidis philosophorum catholici) conditiones fideliter recensentur, 1595
- Heinrich Khunrath, Amphitheatrum sapientiae aeternae, Hamburg, 1595
- Heinrich Khunrath, De igne magorum philsophorumque secreto externo & visibili; das ist, Philosophische Erklahrung, von, und uber dem... Gludt und Flammenfewer der uhralten Magorum oder Weysen ... Beneben andern zweyen Tractätlein: deren das erste in ... Judicium ... eines erfahrnen Cabalisten und Philosophen uber die 4. Figuren desz grossen Amphitheatri, Strassburg, 1608
- Heinrich Khunrath, De signatura rerum naturalium theses, Basel, 1588
- Heinrich Khunrath, Von hylealischen das ist, pri-materialischen catholischen, oder algemeinemx natürlichen...chaos der naturgemässen alchymiae und alchymisten, wiederholete, verneuerte und wolvermehrete naturgemäss-alchymisch- und recht-lehrende philosophische Confessio oder Bekandtniss ... Deme beygefügt ist eine treuhertzige Wahrnungs-Vermahnung an alle wahre Alchymisten, sich vor den betrügerischen Arg-Chymisten zu hüten, Magdeburg, 1597
- Heinrich Khunrath, Naturgemes-alchymisch symbolum, oder, gahr kurtze Bekentnus ... : von allgemeinem, nat¸rlichen, dreyeinigen, wunderbaren, und wunderth”tigen, allergeheimbsten Chao der naturgemessen Alchymisten: desz philosophischen universal und grossen Steins rechten nat¸rlichen unnd eigenen Subjecto, oder, waren und einiger Materia, Hamburg, 1598
- Heinrich Khunrath, Magnesia catholica philosophorum, das ist, höheste Nothwendigkeit in Alchymia, auch mügliche uberkommung augenscheinliche Weisung, vnd genugsame Erweisung catholischer verborgener Magnesiae ; des geheimen wunderthetigen vniversal Steins naturgemess-chymischer philosophorum Rechten vnd allein wahren pri-materialischen Svbiecti, Magdeburg, 1599
- Heinrich Khunrath, Wahrhafter Bericht vom philosophischen Athanor und dessen Gebrauch und Nutzen..., Magdeburg, 1603
- Heinrich Khunrath, Quaestiones tres, per-utiles ... : cum curationem, tum praecautionem absolutam ... Arenae, Sabuli, Calculi, Podagrae, Gonagrae, Chiragrae, aliorumque morborum tartareorum microcosmi ... hominis puta, concernentes: das ist, hochnützliche ... drei Fragen, die gründliche, vollkommene und warhafftige Curation oder Genesung, so wol auch Precaution, oder Verhutung Sandes, Grieses Steins, Zipperleins und anderer mehr tartarischer Kranckheiten microcosmi ... oder des Menschen betreffende, Leipzig, 1607
- Heinrich Khunrath, Lux in tenebris; das ist ... Liecht vnd Wegnuss vnd Irrthumb vmbgeben..., 1614